# Sakurairo Mau Koro
Singles de Mika Nakashima
Legend
(2004) Hitori
(2005)
Sakurairo Mau Koro est le 14e single de Mika Nakashima sorti sous le label Sony Music Associated Records le 2 février 2005 au Japon. Il atteint la 5e place du classement de l'Oricon. Il reste classé pendant 14 semaines, pour un total de 105 631 exemplaires vendus.
Sakurairo Mau Koro est une chanson d'amour lyrique et réconfortante. Mika emploie ses extraordinaires capacités de chant, mélangeant sa voix tendre avec le piano. Cette chanson se trouve sur l'album MUSIC.

## Liste des titres
Toutes les paroles sont écrites par Minako Kawae.
| 1. | Sakurairo Mau Koro (桜色舞うころ)                | Minako Kawae | 4:56 |
| 2. | Sakurairo Mau Koro (acoustic) (桜色舞うころ)     | Minako Kawae | 4:51 |
| 3. | Sakurairo Mau Koro (Instrumental) (桜色舞うころ) | Minako Kawae | 4:56 |

Vinyl
| 1. | Sakurairo Mau Koro (桜色舞うころ) | Minako Kawae | 4:56 |

| 1. | Sakurairo Mau Koro (acoustic) (桜色舞うころ)     | Minako Kawae | 4:51 |
| 2. | Sakurairo Mau Koro (Instrumental) (桜色舞うころ) | Minako Kawae | 4:56 |